# 陈天祥 (羽毛球运动员)
陈天祥（1944年—），男，中国羽毛球运动员。他曾获得1974年亚洲运动会羽毛球比赛男子团体金牌。